# Drosophila takahashii
Drosophila takahashii är en tvåvingeart som beskrevs av Sturtevant 1927. Drosophila takahashii ingår i släktet Drosophila och familjen daggflugor.
Artens utbredningsområde täcker Sydostasien, Indien och Mikronesien.